# Афферентная моторная афазия
Афферентная моторная афазия (лат. afferens — приносящий; афференты — центростремительные нервные волокна) — одна из форм афазии, связанная с нарушением произношения звуков.

## Причины
Афферентная моторная афазия вызывается нарушением нижних отделов постцентральный области. Первичным дефектом, лежащим в основе данного синдрома, является нарушение афферентации артикуляционного аппарата. Это нарушение приводит к утрате тонких двигательных дифференцировок, необходимых для точной реализации артикуляторной программы.

## Симптомы
У больных с афферентной моторной афазией страдает произношение звуков, наблюдаются их полные или частичные замены. В тяжёлых случаях больные не могут произнести ни одного членораздельного звука. В лёгких случаях у больных отмечается только соскальзывание на близкие артикуляции. Собственная речь больных, особенно стереотипы, страдает в наименьшей степени. Кроме того, у больных нарушается письмо и чтение, так как больные не могут проговаривать про себя. У них возникают литеральные парафазии. Также у них страдает оральный праксис, например, им трудно надуть щёки, облизать губы и т. д.